# Ethnologisches Museum

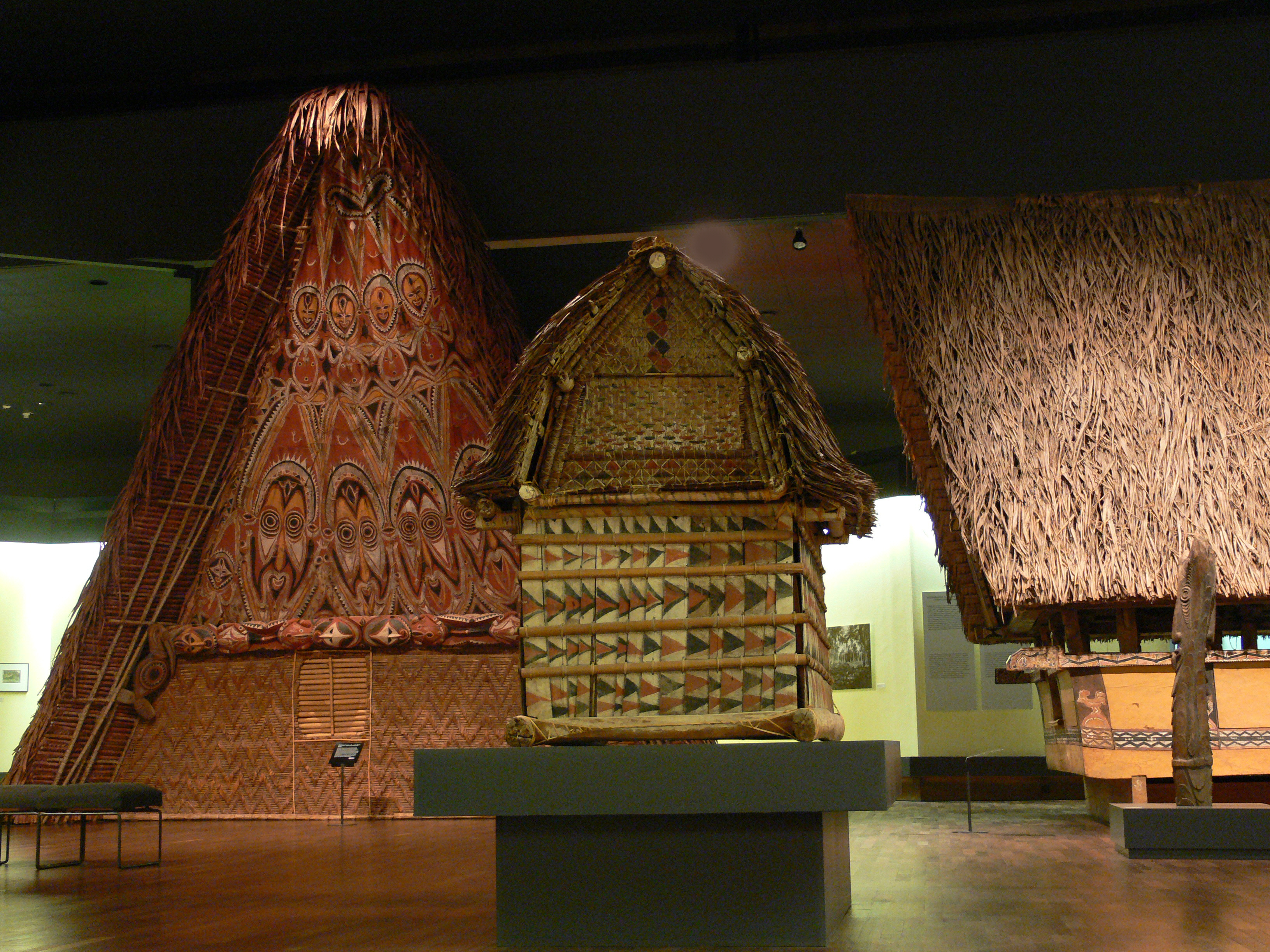
Melanesië-Afdeling

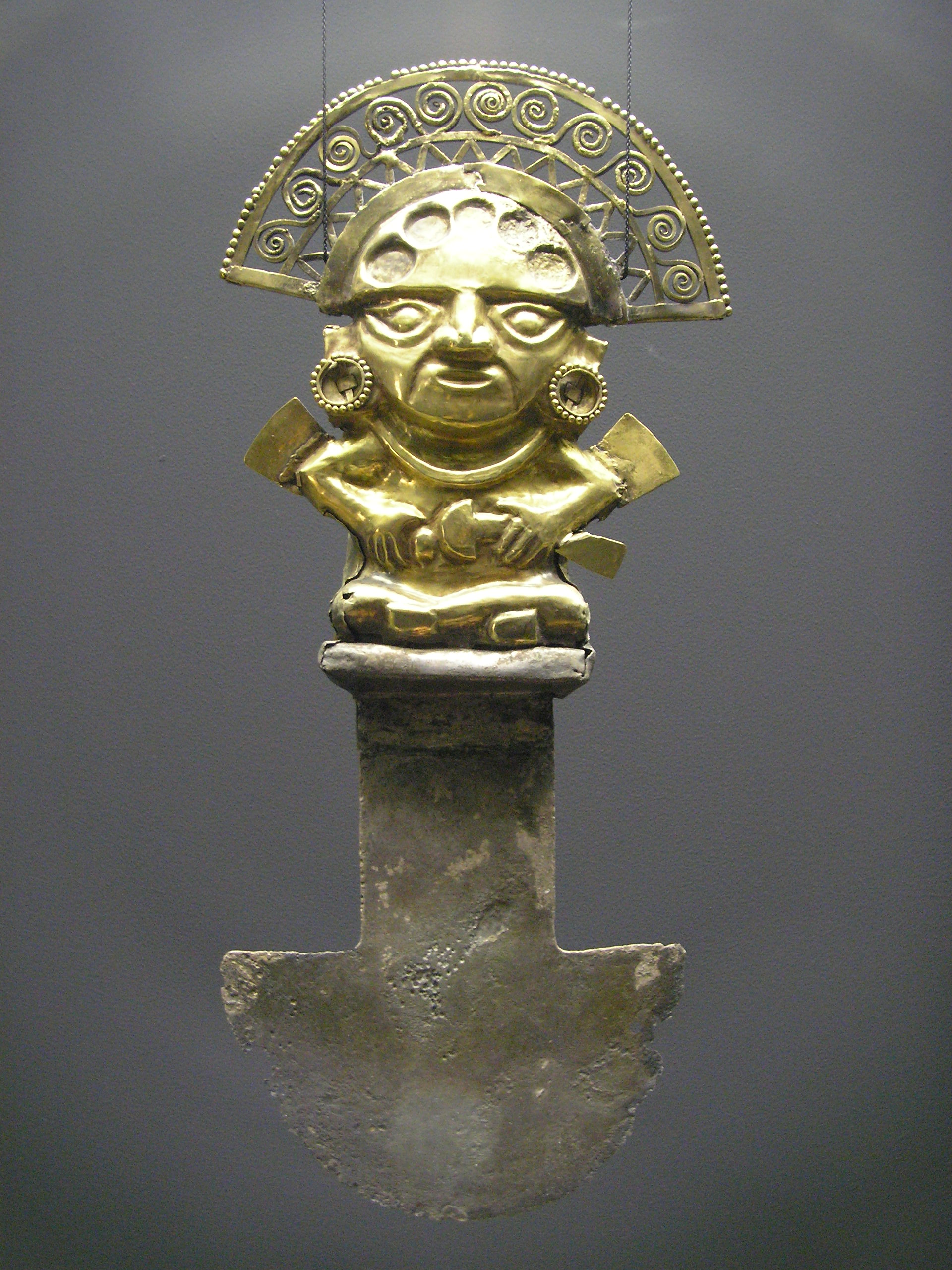
Offermes uit Peru

Het Ethnologisches Museum is het nationale volkenkundig museum van Duitsland. Het was tot 2020 gevestigd in het museumcomplex Musea Berlin-Dahlem in Berlijn en behoort tot de Staatliche Museen zu Berlin. Het museum verhuisde in 2020 naar het nieuwe (herbouwde) Humboldt Forum, op de plek van het oude Berliner Stadtschloss. De collectie werd in december 2020 terug digitaal ontsloten, en zal in de herfst van 2021 terug op de site te bezichtigen zijn.
Het zwaartepunt van de collectie ligt op voorwerpen uit kunst en cultuur van niet-Europese volkeren en etnische groepen.

## Geschiedenis
Het museum werd reeds in 1873 gesticht als Museum für Völkerkunde en behoort met zijn meer dan 500.000 museumstukken tot de belangrijkste en oudste volkenkundige musea van de wereld. De wortels van het museum liggen bij het kunst- en rariteitenkabinet van de keurvorsten van Brandenburg. Reeds in de zeventiende eeuw verzamelden die museumstukken uit verre en vreemde delen der wereld. Uit dit kabinet ontstond de Königlich Preußische Kunstkammer, waaruit in 1829 weer een Ethnographische Sammlung voortkwam. In 1856 vond deze collectie onderdak in het Neues Museum op het Museumsinsel.
In de Tweede Wereldoorlog werd het museumgebouw door bombardementen vernield. Na de oorlog werd in het voormalige depot de collectie weer opgebouwd met elders opgeslagen en behouden gebleven delen van de verzameling. In 1999 werd het Museum für Völkerkunde omgedoopt in Ethnologisches Museum.

## Collectie
De collectie van het Ethnologisches Museum bestaat uit de volgende onderdelen:
- Afrika
- Midden-, Centraal- en Zuid-Amerika
  - Archeologie
  - Etnologie
- Noord-Amerika
- Oceanië en Australië
- Oost-Azië

Het museum heeft voorts een Juniormuseum, met een speciaal op kinderen gericht tentoonstellingsprogramma en als enig volkenkundig museum in Duitsland beschikt men over een afdeling muzieketnologie met een collectie muziekinstrumenten. Onderdeel van de collectie is een archief met geluidsopnames, het Berliner Phonogramm-Archiv, dat tot de oudste audiovisuele archieven ter wereld behoort.
De museumbibliotheek is een wetenschappelijke vakbibliotheek, die alle terreinen van de etnologie omvat.